# Lactifluus pergamenus
Lactifluus pergamenus (Sw.) Kuntze – gatunek grzybów należący do rodziny gołąbkowatych (Russulaceae).

## Systematyka i nazewnictwo
Pozycja w klasyfikacji według Index Fungorum: Lactifluus, Russulaceae, Russulales, Incertae sedis, Agaricomycetes, Agaricomycotina, Basidiomycota, Fungi.
Po raz pierwszy takson ten zdiagnozował w 1809 r. Olof Peter Swartz nadając mu nazwę Agaricus pergamenus. Obecną nazwę nadał mu w 1891 r. Gustav Kunze, przenosząc go do rodzaju Lactifluus. Pozostałe synonimy:
- Galorrheus pergamenus (Sw.) P. Kumm. 1871
- Lactarius pergamenus (Sw.) Fr. 1838
- Lactarius piperatus f. pergamenus (Sw.) S. Imai 1938
- Lactarius piperatus var. pergamenus (Sw.) Rea 1922

W niektórych atlasach grzybów jest podawana jego nazwa polska – mleczaj skórzasty.

## Morfologia
Kapelusz
Średnicy 5–12 (do 15) cm, u młodych owocników biały, w trakcie dojrzewania pojawiają się na nim ochrowe plamy. Pokryty suchą, matową skórką.
Hymenofor
Blaszkowy, blaszki u młodych owocników białe, potem ochrowożółtawe, bardzo gęsto rozmieszczone.
Trzon
Biały, o powierzchni często pokrytej rdzawymi plamami, o zwężającej się podstawie.
Miąższ
Zbudowany z kulistawych komórek, które powodują jego specyficzną (jak u wszystkich gołąbkowatych) kruchość i nieregularny przełam. Wydziela białe, na powietrzu wybarwiające się zielononiebieskawo, po wyschnięciu szarozielone mleczko o ostrym smaku. W roztworze wodorotlenku potasu przyjmuje żółtopomarańczowy kolor.
Zarodniki
Kulistawe, o wymiarach przeważnie 7–8,5 × 6–7 μm, bez pory rostkowej, o powierzchni pokrytej amyloidalną siateczką, tworzoną przez brodawki połączone różnej szerokości listewkami. Wysyp zarodników kremowy lub jasnoochrowy.
Gatunki podobne
Wśród grzybów o morfologicznie zbliżonych owocnikach wymienia się mleczaja biela (Lactarius piperatus), którego mleczko nie zmienia barwy.

## Występowanie i siedlisko
Występuje w Ameryce Północnej i Europie. W Polsce nie występuje.
Naziemne grzyby mykoryzowe występujące w lasach liściastych i iglastych, w obecności dębów, buków, sosen lub świerków, na wapiennych i gliniastych glebach. Wytwarzają owocniki od czerwca do września.

## Znaczenie
Owocniki Lactifluus pergamenus wskutek ostrego smaku często opisywane są jako „niejadalne”, jednak nie są one toksyczne dla człowieka i po odpowiednim przyrządzeniu można je spożywać. Zaleca się w tym celu ich solenie lub smażenie uprzednio pokrojonych na cienkie plasterki.